# Caseta de feria andaluza

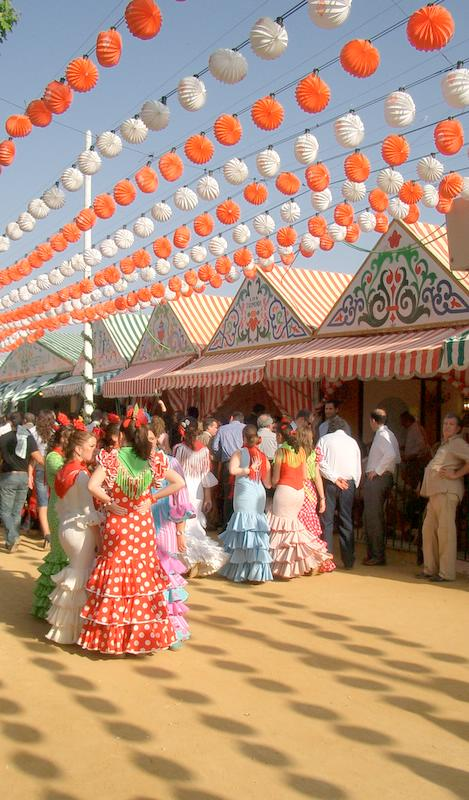
Casetas en la Feria de Abril de Sevilla.

Las casetas son recintos acotados por paredes de tela y techados. Referente a ferias, particularmente a la feria en Andalucía (España), por ejemplo, para animar el ambiente se ponen sevillanas, que son canciones populares.
Normalmente tienen un tablao para bailar. Las mujeres suelen ir vestidas con traje de flamenca (gitana). Hay desfiles de caballos y carruajes que dan paseos por las calles principales de la feria. Hay casetas públicas y otras en las que hay que ser socio para poder entrar.
- Datos: Q5656444
- Multimedia: Caseta de feria andaluza / Q5656444